# Suillus brevipes
Suillus brevipes är en svampart som först beskrevs av Peck, och fick sitt nu gällande namn av Carl Ernst Otto Kuntze 1898. Suillus brevipes ingår i släktet Suillus och familjen Suillaceae.   Inga underarter finns listade i Catalogue of Life.

## Källor

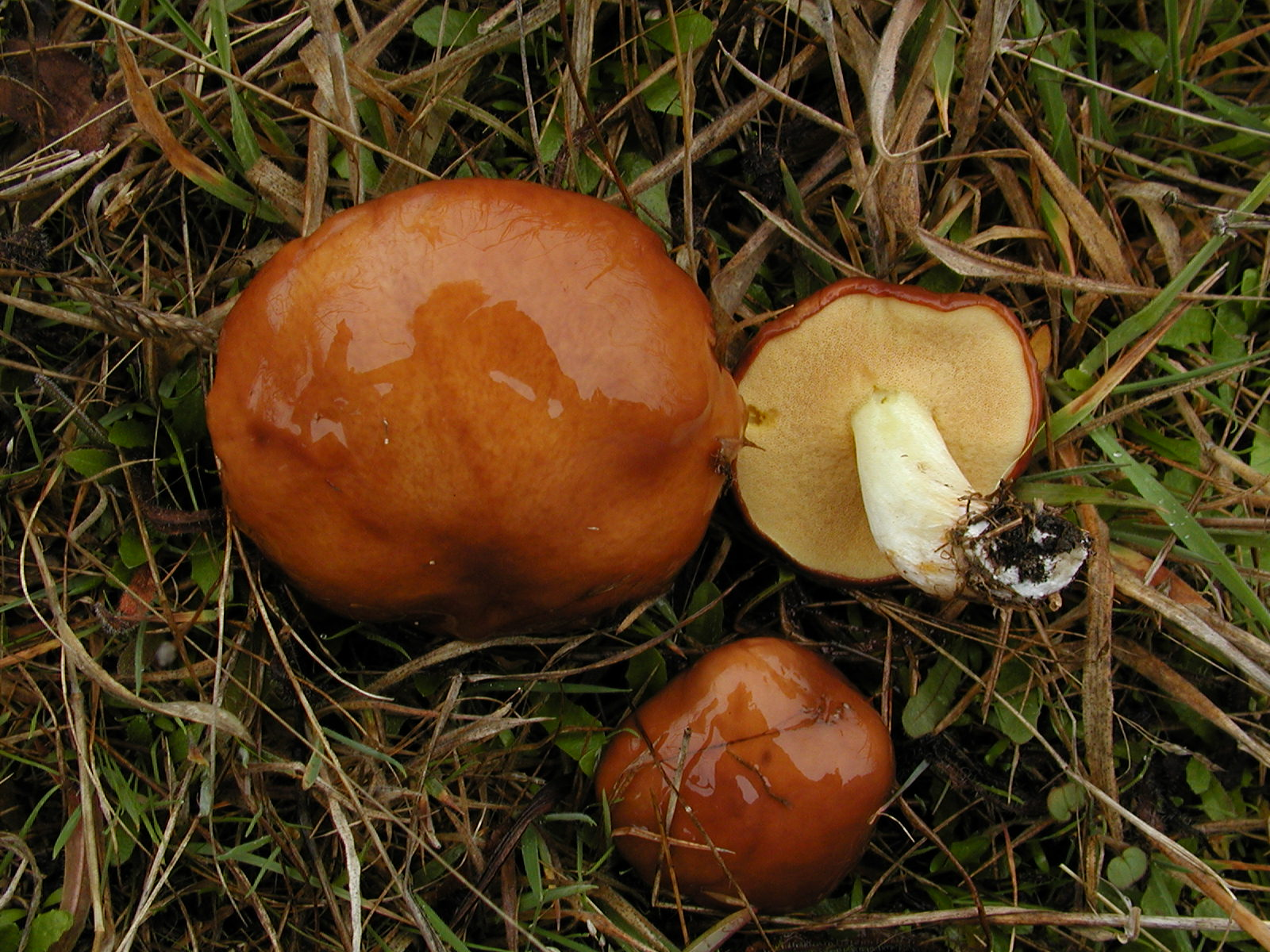
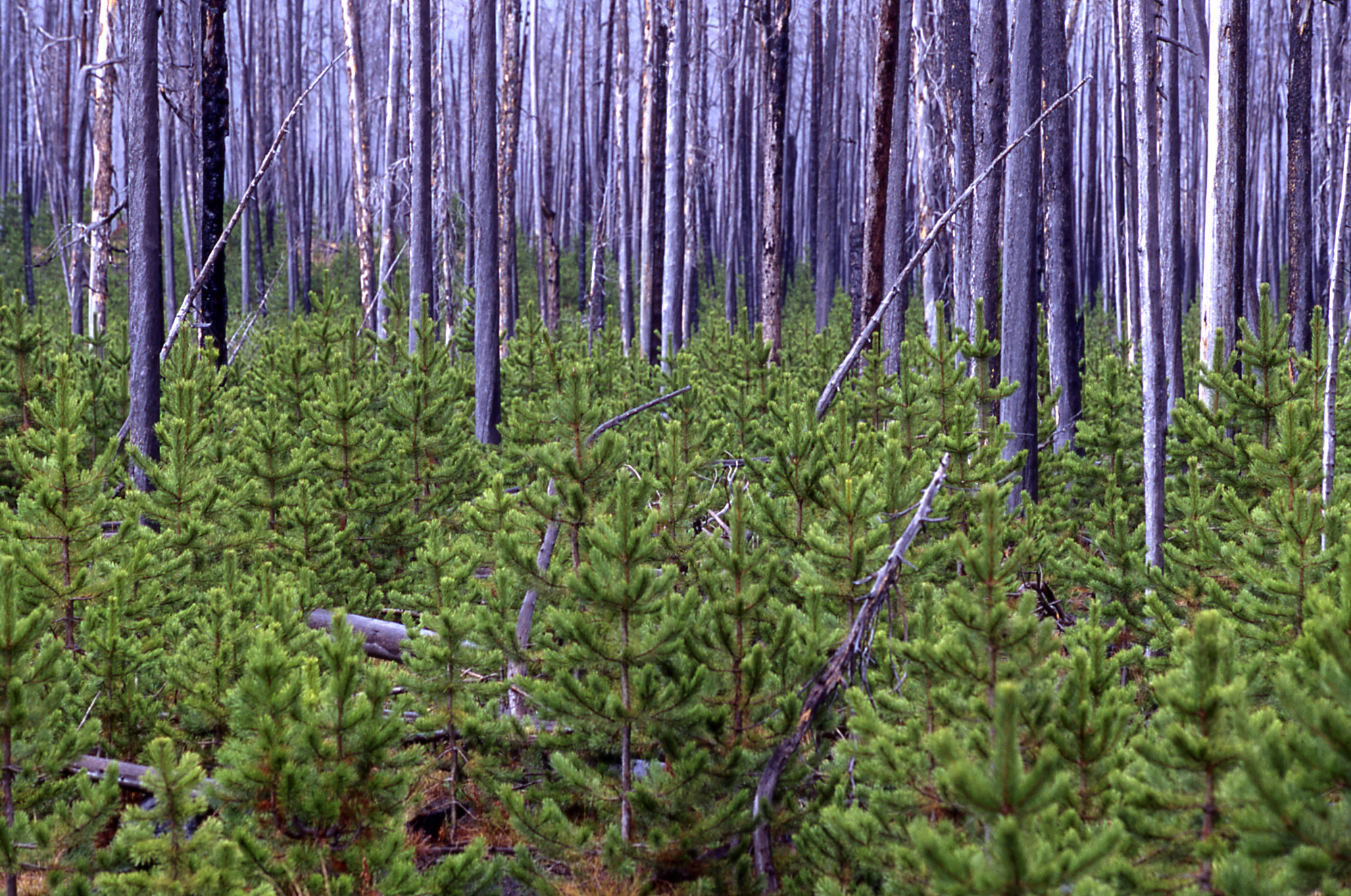